# Esports World Cup 2025
Esports World Cup 2025 (EWC), hay Cúp thể thao điện tử thế giới 2025 là giải đấu thứ 2 của Esports World Cup, một chuỗi giải đấu thể thao điện tử quốc tế thường niên thay thế Gamers8, do tổ chức Quỹ Esports World Cup (EWCF) điều hành, được tài trợ bởi Quỹ đầu tư công của Ả Rập Xê Út. Giải đấu sẽ diễn ra tại Riyadh, Ả Rập Xê Út, từ ngày 8 tháng 7 đến ngày 24 tháng 8 năm 2025 và sẽ có 25 sự kiện trong 24 bộ môn thể thao điện tử khác nhau. 
Lần đầu tiên góp mặt trong năm nay là cờ vua trực tuyến, trò chơi đối kháng Fatal Fury: City of the Wolves, và hai tựa game bắn súng chiến thuật là Crossfire và Valorant. Call of Duty: Black Ops 6 và EA Sports FC 25 sẽ thay thế cho Call of Duty: Modern Warfare III và EA Sports FC 24 trong danh sách thi đấu.

## Lịch sử
Vào ngày 18 tháng 12 năm 2024, tổ chức Quỹ Esports World Cup (EWCF) đã công bố quan hệ hợp tác nhiều năm với Chess.com, đưa cờ vua trực tuyến vào danh sách các bộ môn thi đấu tại Esports World Cup. Các kỳ thủ sẽ giành suất tham dự thông qua giải đấu Champions Chess Tour 2025 và hai sự kiện online thuộc hệ thống Tour, với cơ hội tranh tài để giành phần thưởng trong tổng giải thưởng trị giá 1,5 triệu đô la Mỹ. Ngoài ra, sẽ có một vòng loại mở cơ hội cuối cùng (Last Chance Qualifier) được tổ chức trong khuôn khổ EWC để chọn ra các suất còn lại trong giải đấu. Việc bổ sung cờ vua trực tuyến cũng dẫn đến việc một số kỳ thủ nổi tiếng ký hợp đồng với các tổ chức thể thao điện tử, tiêu biểu như Magnus Carlsen gia nhập Team Liquid, Hikaru Nakamura gia nhập Team Falcons và Ian Nepomniachtchi gia nhập Aurora Gaming, cùng nhiều tên tuổi khác.
Vào ngày 23 tháng 12 năm 2024, tựa game bắn súng góc nhìn thứ nhất mang tính chiến thuật Crossfire đã được công bố là trò chơi mới thứ hai được bổ sung vào giải đấu. Vào ngày 6 tháng 2 năm 2025, Fatal Fury: City of the Wolves đã được bổ sung vào giải đấu như một phần của thỏa thuận hợp tác ba năm với SNK Corporation. Kenji Matsubara, Giám đốc điều hành của SNK, đã phát biểu rằng: “Thỏa thuận hợp tác này đánh dấu một cột mốc lịch sử đối với Fatal Fury, một tựa game được yêu thích trên toàn thế giới suốt 30 năm qua, khi nó bước vào đấu trường thể thao điện tử cạnh tranh.” Vào ngày 10 tháng 2 năm 2025, Riot Games đã công bố một thỏa thuận hợp tác mới kéo dài ba năm với Quỹ Esports World Cup (EWCF). Là một phần của thỏa thuận này, tựa game bắn súng chiến thuật Valorant sẽ được bổ sung vào Esports World Cup cùng với Liên Minh Huyền Thoại và Đấu Trường Chân Lý, hai trò chơi đã có mặt trong danh sách thi đấu của năm ngoái.
Do lịch phát hành hàng năm, loạt trò chơi Call of Duty và EA Sports FC sẽ được đại diện bởi những phiên bản mới nhất trong thương hiệu của họ, cụ thể là Call of Duty: Black Ops 6 và EA Sports FC 25 (riêng EA công bố giải đấu EA Sports FC Pro World Championship sẽ được tổ chức tại EWC 2025). Garena Free Fire và Rainbow Six Siege sẽ trở lại với tên gọi lần lượt là Free Fire và Rainbow Six Siege X. Sau khi được góp mặt tại EWC 2024, Fortnite và Strinova sẽ không quay trở lại vào năm 2025. GeoGuessr được công bố là một phần của Esports World Cup vào ngày 15 tháng 5 năm 2025, theo cách tương tự như Strinova khi không được tính vào Club Championship. Tuy nhiên, GeoGuessr đã sử dụng EWC để tổ chức giải Wildcard cho Giải vô địch thế giới GeoGuessr. Vào ngày 22 tháng 5 năm 2025, GeoGuessr thông báo rút khỏi Esports World Cup nhằm phản ứng trước làn sóng phản đối từ cộng đồng liên quan đến những lo ngại về hồ sơ nhân quyền của Ả Rập Xê Út.

## Thể thức

### Chương trình Đối tác Câu lạc bộ
Chương trình Đối tác Câu lạc bộ của Quỹ Esports World Cup (trước đó là Chương trình Hỗ trợ Câu lạc bộ) là một sáng kiến nhằm cung cấp sự hỗ trợ tài chính đáng kể cho các tổ chức thể thao điện tử được chọn. Thông qua chương trình này, các đội tuyển được lựa chọn nhận hỗ trợ tài chính hàng năm để nâng cao hoạt động và tạo thêm cơ hội cho các tuyển thủ chuyên nghiệp. Năm nay, chương trình sẽ được mở rộng để bao gồm 40 tổ chức, nhiều hơn 10 tổ chức so với con số 30 của năm trước.
40 đội tuyển đại diện cho năm khu vực cạnh tranh chính — châu Âu, Bắc Mỹ, châu Á, Nam Mỹ và Trung Đông — trong đó phần lớn các đội chủ yếu đặt trụ sở tại châu Âu hoặc châu Á. Một số đội từ Chương trình Hỗ trợ Câu lạc bộ 2024, bao gồm TSM, OG và Blacklist International, đã không được chọn vào Chương trình Đối tác Câu lạc bộ.
Châu Âu
- Fnatic
- G2 Esports
- Gentle Mates
- HEROIC
- Karmine Corp
- MOUZ
- Movistar KOI
- Natus Vincere[a]
- Ninjas in Pyjamas[b]
- Team BDS[a]
- Team Liquid[a]
- Team Secret
- Team Spirit
- Team Vitality[a]
- Virtus.pro

Bắc Mỹ
- 100 Thieves
- Cloud9
- FaZe Clan[a]
- Gaimin Gladiators[a]
- Sentinels

Châu Á
- All Gamers[c]
- Bilibili Gaming
- Edward Gaming
- EVOS Esports
- Gen.G Esports
- JD Gaming
- ONIC Esports
- REJECT
- Rex Regum Qeon
- S8UL Esports
- T1[a]
- Weibo Gaming
- Wolves Esports
- ZETA DIVISION

Nam Mỹ
- Furia Esports
- Leviatán
- LOUD

Trung Đông
- Team Falcons[a]
- Twisted Minds
- POWR Esports

## Lịch thi đấu
Lịch thi đấu được công bố vào ngày 15 tháng 4 năm 2025. Sẽ có 25 sự kiện thuộc 24 môn thể thao điện tử được tổ chức trong vòng bảy tuần, rút ngắn so với lịch tám tuần của năm trước.
| ● | Ngày thi đấu |

| Apex Legends                   | Apex Legends                   |   |   | ● | ● | ● | ● |  |   |   |   |   |   |   |  |   |   |   |   |   |   |  |   |   |   |   |   |   |  |  |  |   |   |   |   |   |   |   |   |   |   |   |  |   |   |   |   |   |   |
| Call of Duty: Black Ops 6      | Call of Duty: Black Ops 6      |   |   |   |   |   |   |  |   |   |   |   |   |   |  |   |   | ● | ● | ● | ● |  |   |   |   |   |   |   |  |  |  |   |   |   |   |   |   |   |   |   |   |   |  |   |   |   |   |   |   |
| Call of Duty: Warzone          | Call of Duty: Warzone          |   |   |   |   |   |   |  |   |   |   |   |   |   |  |   |   |   |   |   |   |  |   |   |   |   |   |   |  |  |  | ● | ● | ● |   |   |   |   |   |   |   |   |  |   |   |   |   |   |   |
| Cờ vua                         | Cờ vua                         |   |   |   |   |   |   |  |   |   |   |   |   |   |  |   |   |   |   |   |   |  | ● | ● | ● | ● |   |   |  |  |  |   |   |   |   |   |   |   |   |   |   |   |  |   |   |   |   |   |   |
| Counter-Strike 2               | Counter-Strike 2               |   |   |   |   |   |   |  |   |   |   |   |   |   |  |   |   |   |   |   |   |  |   |   |   |   |   |   |  |  |  |   |   |   |   |   |   |   |   |   |   |   |  |   |   | ● | ● | ● | ● |
| Crossfire                      | Crossfire                      |   |   |   |   |   |   |  |   |   |   |   |   |   |  |   |   |   |   |   |   |  |   |   |   |   |   |   |  |  |  |   |   |   |   |   |   |   |   |   |   |   |  | ● | ● | ● | ● | ● |   |
| Dota 2                         | Dota 2                         |   |   |   |   |   |   |  |   |   | ● | ● | ● |   |  |   |   |   |   |   |   |  |   |   |   |   |   |   |  |  |  |   |   |   |   |   |   |   |   |   |   |   |  |   |   |   |   |   |   |
| EA Sports FC 25                | EA Sports FC 25                |   |   |   |   |   |   |  |   |   |   |   |   |   |  |   |   |   |   |   |   |  |   |   |   |   |   |   |  |  |  | ● | ● | ● | ● |   |   |   |   |   |   |   |  |   |   |   |   |   |   |
| Fatal Fury: City of the Wolves | Fatal Fury: City of the Wolves |   |   | ● | ● | ● |   |  |   |   |   |   |   |   |  |   |   |   |   |   |   |  |   |   |   |   |   |   |  |  |  |   |   |   |   |   |   |   |   |   |   |   |  |   |   |   |   |   |   |
| Free Fire                      | Free Fire                      |   |   |   |   |   |   |  |   |   | ● | ● | ● | ● |  |   |   |   |   |   |   |  |   |   |   |   |   |   |  |  |  |   |   |   |   |   |   |   |   |   |   |   |  |   |   |   |   |   |   |
| Vương Giả Vinh Diệu            | Vương Giả Vinh Diệu            |   |   |   |   |   |   |  |   |   |   |   |   |   |  |   |   | ● | ● | ● |   |  |   |   |   |   |   |   |  |  |  |   |   |   |   |   |   |   |   |   |   |   |  |   |   |   |   |   |   |
| Liên Minh Huyền Thoại          | Liên Minh Huyền Thoại          |   |   |   |   |   |   |  |   |   | ● | ● | ● | ● |  |   |   |   |   |   |   |  |   |   |   |   |   |   |  |  |  |   |   |   |   |   |   |   |   |   |   |   |  |   |   |   |   |   |   |
| Mobile Legends: Bang           | Nam                            |   |   |   |   |   |   |  |   |   |   |   |   |   |  |   |   |   |   |   |   |  |   |   | ● | ● | ● |   |  |  |  |   |   |   |   |   |   |   |   |   |   |   |  |   |   |   |   |   |   |
| Mobile Legends: Bang           | Nữ                             |   |   |   |   |   |   |  | ● | ● | ● | ● | ● |   |  |   |   |   |   |   |   |  |   |   |   |   |   |   |  |  |  |   |   |   |   |   |   |   |   |   |   |   |  |   |   |   |   |   |   |
| Overwatch 2                    | Overwatch 2                    |   |   |   |   |   |   |  |   |   |   |   |   |   |  |   |   |   |   |   |   |  |   |   | ● | ● | ● | ● |  |  |  |   |   |   |   |   |   |   |   |   |   |   |  |   |   |   |   |   |   |
| PUBG: Battlegrounds            | PUBG: Battlegrounds            |   |   |   |   |   |   |  |   |   |   |   |   |   |  |   |   |   |   |   |   |  |   |   |   |   |   |   |  |  |  |   |   |   |   |   |   |   | ● | ● | ● |   |  |   |   |   |   |   |   |
| PUBG Mobile                    | PUBG Mobile                    |   |   |   |   |   |   |  |   |   |   |   |   |   |  |   |   |   |   |   |   |  |   |   |   | ● | ● | ● |  |  |  |   |   |   |   |   |   |   |   |   |   |   |  |   |   |   |   |   |   |
| Rainbow Six Siege X            | Rainbow Six Siege X            |   |   |   |   |   |   |  |   |   |   |   |   |   |  |   |   |   |   |   |   |  |   |   |   |   |   |   |  |  |  | ● | ● | ● |   |   |   |   |   |   |   |   |  |   |   |   |   |   |   |
| Rennsport                      | Rennsport                      | ● | ● | ● | ● |   |   |  |   |   |   |   |   |   |  |   |   |   |   |   |   |  |   |   |   |   |   |   |  |  |  |   |   |   |   |   |   |   |   |   |   |   |  |   |   |   |   |   |   |
| Rocket League                  | Rocket League                  |   |   |   |   |   |   |  |   |   |   |   |   |   |  |   |   |   |   |   |   |  |   |   |   |   |   |   |  |  |  |   |   |   |   |   |   |   | ● | ● | ● | ● |  |   |   |   |   |   |   |
| StarCraft II                   | StarCraft II                   |   |   |   |   |   |   |  |   |   |   |   |   |   |  | ● | ● | ● | ● |   |   |  |   |   |   |   |   |   |  |  |  |   |   |   |   |   |   |   |   |   |   |   |  |   |   |   |   |   |   |
| Street Fighter 6               | Street Fighter 6               |   |   |   |   |   |   |  |   |   |   |   |   |   |  |   |   |   |   |   |   |  |   |   |   |   |   |   |  |  |  |   |   |   |   |   |   |   |   |   |   |   |  |   |   | ● | ● | ● |   |
| Đấu Trường Chân Lý             | Đấu Trường Chân Lý             |   |   |   |   |   |   |  |   |   |   |   |   |   |  |   |   |   |   |   |   |  |   |   |   |   |   |   |  |  |  |   |   |   |   | ● | ● | ● | ● | ● |   |   |  |   |   |   |   |   |   |
| Tekken 8                       | Tekken 8                       |   |   |   |   |   |   |  |   |   |   |   |   |   |  |   |   |   |   |   |   |  |   |   |   |   |   |   |  |  |  |   |   |   |   |   |   |   | ● | ● | ● |   |  |   |   |   |   |   |   |
| Valorant                       | Valorant                       |   |   | ● | ● | ● | ● |  |   |   |   |   |   |   |  |   |   |   |   |   |   |  |   |   |   |   |   |   |  |  |  |   |   |   |   |   |   |   |   |   |   |   |  |   |   |   |   |   |   |

## Giải thưởng
Esports World Cup 2025 sẽ có tổng giải thưởng trị giá 70 triệu đô la Mỹ, vượt qua con số 62,5 triệu đô la Mỹ của năm ngoái, trở thành tổng giải thưởng lớn nhất trong lịch sử thể thao điện tử. Giống như năm trước, tiền thưởng sẽ được chia thành bốn hạng mục: Club Championship, các Giải Vô địch Trò chơi, Vòng Loại và Giải MVP. Club Championship trao 27 triệu đô la Mỹ cho 16 đội hàng đầu dựa trên thành tích tổng thể của họ, trong khi 24 Giải Vô địch Trò chơi sẽ có tổng giải thưởng là 38 triệu đô la Mỹ.  Các đội sẽ kiếm được tổng cộng 5 triệu đô la Mỹ trong các sự kiện vòng loại, còn 450 nghìn đô la Mỹ được phân bổ cho các giải MVP.
| Loại              | Tiền thưởng |
| ----------------- | ----------- |
| Club Championship | $27,000,000 |
| Vô địch trò chơi  | $38,000,000 |
| Vòng loại         | $5,000,000+ |
| MVP               | $450,000    |

## Phản hồi
Esports World Cup tiếp tục bị chỉ trích vì sử dụng công cụ "tẩy trắng bằng thể thao" nhằm che đậy hồ sơ nhân quyền của Ả Rập Xê Út. Là một phần trong quan hệ đối tác mới, Riot Games thừa nhận rằng "một số người có thể không cảm thấy hài lòng với quyết định hợp tác với EWC theo cách này, và chúng tôi tôn trọng điều đó."
Vào tháng 3 năm 2025, Christopher "ChrisCCH" Hancock, một tuyển thủ chuyên nghiệp Street Fighter 6, đã từ chối tham gia Esports World Cup sau khi anh ta đủ điều kiện tham dự giải đấu Street Fighter 6 một cách hồi tố thông qua việc tham gia SFL World Championship. Anh ấy viện dẫn việc EWC được Saudi Arabia tài trợ và quản lý, cũng như việc tích hợp Capcom Pro Tour với EWC có nghĩa là không tham gia bất kỳ vòng loại nào của EWC đồng nghĩa với việc nghỉ thi đấu tựa game này. Trước đó, Hancock cũng đã từ chối tham gia các giải Gamers8 và EWC.